# Île Price
Pour les articles homonymes, voir Price.
L'île Price (Price island) est située le long de la côte de la Colombie-Britannique à l'ouest du Canada.
Elle mesure 23 km de long sur 10 km de large.
Son nom lui a été attribué en 1866 par le capitaine de la Royal Navy Daniel Pender, en hommage au Captain John Adolphus Pope Price,.
Le cap sud de l'île s'appelle « Day Point ».